# Гросефен
Гросефен (нім. Großefehn) — сільська громада в Німеччині, розташована в землі Нижня Саксонія. Входить до складу району Аурих.
Площа — 127,25 км2. Населення становить 14 138 ос. (станом на 31 грудня 2021).